# Preben Philipsen
Constantin Preben Philipsen (født 18. januar 1910 i København, død 21. september 2005 i Klampenborg) var en dansk filmproducent.

## Liv
Philipsen var søn af den danske filmpioner Constantin Philipsen, som var grundlægger af Rialto Film. Den 1. april 1950 grundlagde han sammen med tyskeren Waldfried Barthel i Frankfurt am Main et filmudlejningsselskab, som blev kaldt det fælles fornavn på far og søn, Constantin Filmverleih GmbH.
På grund af sin gode kontakt til det amerikanske filmselskab United Artists blev det muligt eksklusivt for Constantin Filmverleih at bringe United Artists' film i de tyske biografer. Den første var Charlie Chaplins Guldfeber i 1950.
I fem år fungerede Philipsen som administrerende direktør for Constantin. Efter at en udenlandsk partner ikke længere var påkrævet i Tyskland, forlod Philipsen Constantin i 1955 for at vende tilbage til det af faderen grundlagte Rialto Film Preben Philipsen A/S. Her producerede han flere skandinaviske og tyske film, og bevarede derved et smalt forhold til Constantin Filmverleih.
I 1959 erhvervede han rettighederne til to romaner af Edgar Wallace. På opfordring fra Constantin Film München producerede han filmene Frøen med masken og for Prisma Den blodrøde cirkel. Med disse tysk-danske produktioner begyndte en epoke med de succesfulde Edgar Wallace-film.
Fra Penelope Wallace, den afdøde forfatters datter, købte han eksklusivt rettighederne til alle Edgar Wallace's romaner. Under indspilningen af Die Bande des Schreckens grundlagde han den 18. august 1960 i Frankfurt am Main Rialto Film Preben Philipsen Filmproduktion- und Filmvertriebs GmbH med en stamkapital på 20.000 DM.
Den 1. november 1960 ansatte han Horst Wendlandt som produktionsleder hos det fra Constantin til Philipsen overgåede Prisma Verleih. Da dette i 1961 indstillede deres aktiviteter, blev Wendlandt efterfølger for Horst Beck som produktionsleder hos Rialto Film. Samme år blev Wendlandt medejer af og som efterfølger for Sulley administrerende direktør sammen med Philipsen. I 1962 flyttede firmaet deres hovedsæde til Vestberlin.
I forhold til Wendlandt trådte Philipsen i årenes løb mere og mere i baggrunden. Den 4. februar 1976 offentliggjorde Bundesanzeiger, at Preben Philipsen var blevet afskediget fra firmaet Rialto Film Preben Philipsen Berlin/West.